# 邱永安
邱永安，马来亚槟城人。中华民国海军退役上校。曾任新加坡共和国海军第一任司令。

## 介绍
邱永安出生於马来亚槟城，初中就读于槟城锺灵国民型华文中学，二戰後在新加坡新加坡华侨中学求學，畢業後就讀中華民國海軍軍官學校，1950年以海軍官校40年班第一名的成绩毕业。后任中华民国海军建阳舰第一任舰长。1975年以中华民国海军退役上校身份前往新加坡，获新加坡政府任命为海事副司令。1975年至1985年间，担任第一任新加坡海军司令。